# Lista planetelor minore/185101–185200
Aceasta este Lista planetelor minore/185101–185200; pentru a naviga prin lista completă vezi Lista planetelor minore.
Pentru ale detalii vezi și Proiect:Astronomie sau Portal:Astronomie.
| Nume                | Denumire provizorie | Data descoperirii  | Locul descoperirii  | Descoperitor(i)             |
| ------------------- | ------------------- | ------------------ | ------------------- | --------------------------- |
| 185101 -            | 2006 SX19           | 19 septembrie 2006 | OAM⁠(d)              | OAM⁠(d)                      |
| 185102 -            | 2006 SE20           | 16 septembrie 2006 | Catalina            | CSS                         |
| 185103 -            | 2006 SV20           | 16 septembrie 2006 | Anderson Mesa       | LONEOS                      |
| 185104 -            | 2006 SJ21           | 16 septembrie 2006 | Anderson Mesa       | LONEOS                      |
| 185105 -            | 2006 SV23           | 18 septembrie 2006 | Catalina            | CSS                         |
| 185106 -            | 2006 SN27           | 16 septembrie 2006 | Anderson Mesa       | LONEOS                      |
| 185107 -            | 2006 SA34           | 17 septembrie 2006 | Catalina            | CSS                         |
| 185108 -            | 2006 SM37           | 17 septembrie 2006 | Kitt Peak           | Spacewatch                  |
| 185109 -            | 2006 SS45           | 18 septembrie 2006 | Catalina            | CSS                         |
| 185110 -            | 2006 SV46           | 19 septembrie 2006 | Catalina            | CSS                         |
| 185111 -            | 2006 SK47           | 19 septembrie 2006 | Kitt Peak           | Spacewatch                  |
| 185112 -            | 2006 SK48           | 19 septembrie 2006 | Kitt Peak           | Spacewatch                  |
| 185113 -            | 2006 SP48           | 16 septembrie 2006 | Catalina            | CSS                         |
| 185114 -            | 2006 SB49           | 18 septembrie 2006 | Kitt Peak           | Spacewatch                  |
| 185115 -            | 2006 SV50           | 17 septembrie 2006 | Anderson Mesa       | LONEOS                      |
| 185116 -            | 2006 SO54           | 18 septembrie 2006 | Catalina            | CSS                         |
| 185117 -            | 2006 SP54           | 18 septembrie 2006 | Catalina            | CSS                         |
| 185118 -            | 2006 SC55           | 18 septembrie 2006 | Catalina            | CSS                         |
| 185119 -            | 2006 SH57           | 17 septembrie 2006 | Kitt Peak           | Spacewatch                  |
| 185120 -            | 2006 SD63           | 18 septembrie 2006 | Anderson Mesa       | LONEOS                      |
| 185121 -            | 2006 SK63           | 20 septembrie 2006 | Palomar             | NEAT                        |
| 185122 -            | 2006 SB69           | 19 septembrie 2006 | Kitt Peak           | Spacewatch                  |
| 185123 -            | 2006 SQ70           | 19 septembrie 2006 | Kitt Peak           | Spacewatch                  |
| 185124 -            | 2006 SZ70           | 19 septembrie 2006 | Kitt Peak           | Spacewatch                  |
| 185125 -            | 2006 ST73           | 19 septembrie 2006 | Kitt Peak           | Spacewatch                  |
| 185126 -            | 2006 SZ74           | 19 septembrie 2006 | Kitt Peak           | Spacewatch                  |
| 185127 -            | 2006 SY88           | 18 septembrie 2006 | Kitt Peak           | Spacewatch                  |
| 185128 -            | 2006 SB93           | 18 septembrie 2006 | Kitt Peak           | Spacewatch                  |
| 185129 -            | 2006 SF94           | 18 septembrie 2006 | Kitt Peak           | Spacewatch                  |
| 185130 -            | 2006 SH96           | 18 septembrie 2006 | Kitt Peak           | Spacewatch                  |
| 185131 -            | 2006 SM101          | 19 septembrie 2006 | Catalina            | CSS                         |
| 185132 -            | 2006 SV104          | 19 septembrie 2006 | Kitt Peak           | Spacewatch                  |
| 185133 -            | 2006 SY110          | 21 septembrie 2006 | Goodricke-Pigott⁠(d) | R. A. Tucker⁠(d)             |
| 185134 -            | 2006 SF112          | 22 septembrie 2006 | Anderson Mesa       | LONEOS                      |
| 185135 -            | 2006 SP120          | 18 septembrie 2006 | Catalina            | CSS                         |
| 185136 -            | 2006 ST120          | 18 septembrie 2006 | Catalina            | CSS                         |
| 185137 -            | 2006 SG121          | 18 septembrie 2006 | Catalina            | CSS                         |
| 185138 -            | 2006 SE123          | 19 septembrie 2006 | Catalina            | CSS                         |
| 185139 -            | 2006 SS127          | 25 septembrie 2006 | Kitt Peak           | Spacewatch                  |
| 185140 -            | 2006 SE129          | 17 septembrie 2006 | Anderson Mesa       | LONEOS                      |
| 185141 -            | 2006 SS130          | 18 septembrie 2006 | Calvin-Rehoboth⁠(d)  | Calvin College⁠(d)           |
| 185142 -            | 2006 SE132          | 16 septembrie 2006 | Catalina            | CSS                         |
| 185143 -            | 2006 SJ138          | 20 septembrie 2006 | Anderson Mesa       | LONEOS                      |
| 185144 -            | 2006 SY149          | 19 septembrie 2006 | Kitt Peak           | Spacewatch                  |
| 185145 -            | 2006 SD155          | 22 septembrie 2006 | Socorro             | LINEAR                      |
| 185146 -            | 2006 SS157          | 23 septembrie 2006 | Kitt Peak           | Spacewatch                  |
| 185147 -            | 2006 SN159          | 23 septembrie 2006 | Kitt Peak           | Spacewatch                  |
| 185148 -            | 2006 SJ160          | 23 septembrie 2006 | Kitt Peak           | Spacewatch                  |
| 185149 -            | 2006 SX160          | 23 septembrie 2006 | Kitt Peak           | Spacewatch                  |
| 185150 Panevezys    | 2006 SP161          | 23 septembrie 2006 | Moletai⁠(d)          | MAO⁠(d)                      |
| 185151 -            | 2006 SC189          | 26 septembrie 2006 | Kitt Peak           | Spacewatch                  |
| 185152 -            | 2006 SK192          | 26 septembrie 2006 | Mount Lemmon        | Mount Lemmon Survey⁠(d)      |
| 185153 -            | 2006 SP192          | 26 septembrie 2006 | Mount Lemmon        | Mount Lemmon Survey         |
| 185154 -            | 2006 SJ195          | 26 septembrie 2006 | Kitt Peak           | Spacewatch                  |
| 185155 -            | 2006 SA198          | 27 septembrie 2006 | Goodricke-Pigott⁠(d) | R. A. Tucker⁠(d)             |
| 185156 -            | 2006 SN200          | 24 septembrie 2006 | Kitt Peak           | Spacewatch                  |
| 185157 -            | 2006 SY203          | 25 septembrie 2006 | Kitt Peak           | Spacewatch                  |
| 185158 -            | 2006 SC206          | 25 septembrie 2006 | Kitt Peak           | Spacewatch                  |
| 185159 -            | 2006 SC212          | 26 septembrie 2006 | Mount Lemmon        | Mount Lemmon Survey⁠(d)      |
| 185160 -            | 2006 SY212          | 26 septembrie 2006 | Kitt Peak           | Spacewatch                  |
| 185161 -            | 2006 SY214          | 27 septembrie 2006 | Kitt Peak           | Spacewatch                  |
| 185162 -            | 2006 SD215          | 27 septembrie 2006 | Kitt Peak           | Spacewatch                  |
| 185163 -            | 2006 SG216          | 27 septembrie 2006 | Kitt Peak           | Spacewatch                  |
| 185164 Ingeburgherz | 2006 SL218          | 27 septembrie 2006 | OAM⁠(d)              | OAM⁠(d)                      |
| 185165 -            | 2006 SK219          | 23 septembrie 2006 | Kitt Peak           | Spacewatch                  |
| 185166 -            | 2006 SA224          | 25 septembrie 2006 | Mount Lemmon        | Mount Lemmon Survey⁠(d)      |
| 185167 -            | 2006 SP246          | 26 septembrie 2006 | Mount Lemmon        | Mount Lemmon Survey         |
| 185168 -            | 2006 SB252          | 26 septembrie 2006 | Kitt Peak           | Spacewatch                  |
| 185169 -            | 2006 SG264          | 26 septembrie 2006 | Kitt Peak           | Spacewatch                  |
| 185170 -            | 2006 SY279          | 28 septembrie 2006 | Catalina            | CSS                         |
| 185171 -            | 2006 SK280          | 29 septembrie 2006 | Anderson Mesa       | LONEOS                      |
| 185172 -            | 2006 SP282          | 25 septembrie 2006 | Anderson Mesa       | LONEOS                      |
| 185173 -            | 2006 SY283          | 26 septembrie 2006 | Catalina            | CSS                         |
| 185174 -            | 2006 SG284          | 27 septembrie 2006 | Anderson Mesa       | LONEOS                      |
| 185175 -            | 2006 SB285          | 29 septembrie 2006 | Anderson Mesa       | LONEOS                      |
| 185176 -            | 2006 SX291          | 21 septembrie 2006 | Catalina            | CSS                         |
| 185177 -            | 2006 SK303          | 27 septembrie 2006 | Kitt Peak           | Spacewatch                  |
| 185178 -            | 2006 SP328          | 27 septembrie 2006 | Kitt Peak           | Spacewatch                  |
| 185179 -            | 2006 SG332          | 28 septembrie 2006 | Mount Lemmon        | Mount Lemmon Survey⁠(d)      |
| 185180 -            | 2006 SQ341          | 28 septembrie 2006 | Mount Lemmon        | Mount Lemmon Survey         |
| 185181 -            | 2006 SD344          | 28 septembrie 2006 | Kitt Peak           | Spacewatch                  |
| 185182 -            | 2006 SY344          | 28 septembrie 2006 | Kitt Peak           | Spacewatch                  |
| 185183 -            | 2006 SP345          | 28 septembrie 2006 | Kitt Peak           | Spacewatch                  |
| 185184 -            | 2006 SQ353          | 30 septembrie 2006 | Catalina            | CSS                         |
| 185185 -            | 2006 SF357          | 30 septembrie 2006 | Catalina            | CSS                         |
| 185186 -            | 2006 SV359          | 30 septembrie 2006 | Catalina            | CSS                         |
| 185187 -            | 2006 SN391          | 18 septembrie 2006 | Catalina            | CSS                         |
| 185188 -            | 2006 SM392          | 25 septembrie 2006 | Kitt Peak           | Spacewatch                  |
| 185189 -            | 2006 SA393          | 27 septembrie 2006 | Mount Lemmon        | Mount Lemmon Survey⁠(d)      |
| 185190 -            | 2006 SA395          | 30 septembrie 2006 | Catalina            | CSS                         |
| 185191 -            | 2006 TB1            | 3 octombrie 2006   | Mount Lemmon        | Mount Lemmon Survey⁠(d)      |
| 185192 -            | 2006 TV1            | 1 octombrie 2006   | Kitt Peak           | Spacewatch                  |
| 185193 -            | 2006 TW3            | 2 octombrie 2006   | Kitt Peak           | Spacewatch                  |
| 185194 -            | 2006 TY4            | 2 octombrie 2006   | Mount Lemmon        | Mount Lemmon Survey⁠(d)      |
| 185195 -            | 2006 TX5            | 2 octombrie 2006   | Mount Lemmon        | Mount Lemmon Survey         |
| 185196 -            | 2006 TR10           | 15 octombrie 2006  | Piszkéstető⁠(d)      | K. Sárneczky⁠(d), Z. Kuli⁠(d) |
| 185197 -            | 2006 TP13           | 10 octombrie 2006  | Palomar             | NEAT                        |
| 185198 -            | 2006 TO23           | 11 octombrie 2006  | Kitt Peak           | Spacewatch                  |
| 185199 -            | 2006 TB25           | 12 octombrie 2006  | Kitt Peak           | Spacewatch                  |
| 185200 -            | 2006 TV25           | 12 octombrie 2006  | Kitt Peak           | Spacewatch                  |